# Georg-Kolbe-Museum
Het Georg-Kolbe-Museum is gelegen aan de Sensburger Allee 25 in Berlijn.

## Geschiedenis
Het woon- en atelierhuis werd door de Duitse beeldhouwer Georg Kolbe (1877–1947) samen met de Zwitserse architect Ernst Rentsch ontworpen en in de jaren 1928/1929 gebouwd. Opvallend aan de architectuur is de baksteenbouw, de in elkaar overlopende ruimtes, het direct binnentredende daglicht, de dakterrassen en de grote beeldentuin. Niet veel later werd aangrenzend een woonhuis gebouwd voor de dochter van Kolbe.
Het huis werd door Kolbe tot aan zijn dood bewoond met een korte onderbreking in 1943 toen het huis beschadigd raakte door een bomaanval. Uit de nalatenschap van Kolbe kwam een stichting voort, die huis en atelier in 1950 als het Georg-Kolbe-Museum voor het publiek openstelde. Aanvankelijk liet de stichting de typische werkplaatssfeer bestaan, later kwam er meer plaats voor tentoonstellingen. Door aankoop van werken van Kolbe, werd ook een uitbreiding noodzakelijk, hetgeen weer leidde tot een meer zakelijke aanpak.
De uitbreiding in 1996, met twee souterrains, werd in de stijl van het bestaande gebouw ontworpen door de Architektengruppe AGP (Heidenreich, Meier, Polensky, Zeumer).

## De museumcollectie
Het museum en de museumtuin herbergen sinds de opening in 1950 de beeldencollectie Georg Kolbe, afkomstig uit de nalatenschap van de kunstenaar. Sinds 1978 heeft het museum met ondersteuning van de Georg-Kolbe-Stiftung en de Berlijnse Senaat ook een verzameling beeldhouwwerken verworven uit de eerste helft van de twintigste eeuw, waaronder werken van:
- Ernesto de Fiori
- August Gaul
- Gerhard Marcks
- Richard Scheibe

en anderen.
Het museum toont voorts nog werk uit de collectie grafiek van Georg Kolbe (tekeningen en etsen), Richard Scheibe (tekeningen) en anderen. Ten slotte is er nog een verzameling van schilderijen uit het bezit van Kolbe.

## Fotogalerij

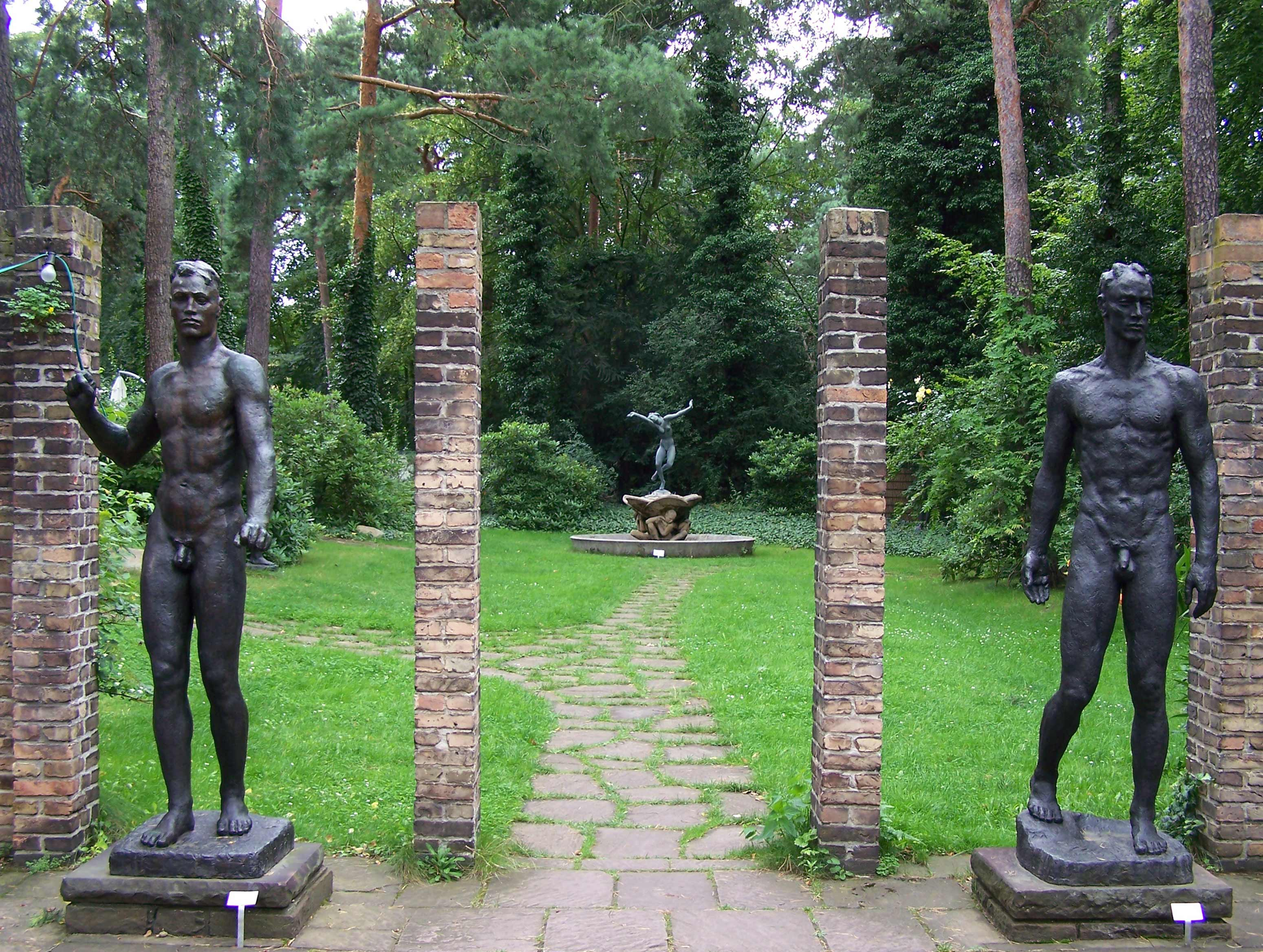
tuin van het museum
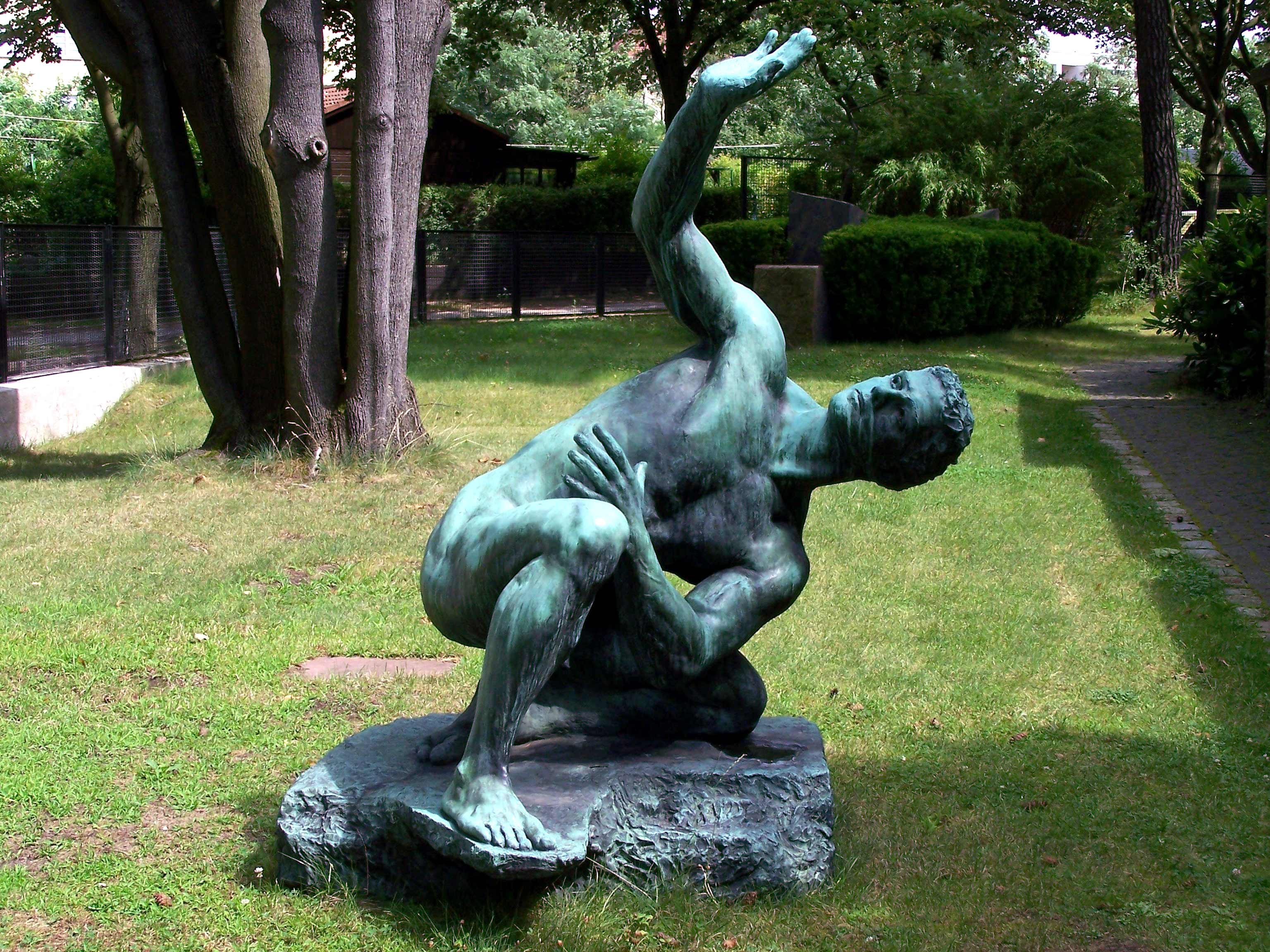
beeld Georg Kolbe